# Spoorlijn Spiez - Zweisimmen
De spoorlijn Spiez - Zweisimmen is een Zwitserse spoorlijn van de voormalige spoorwegmaatschappij Spiez-Erlenbach-Bahn (afgekort SEB) die door het Simmental van Spiez naar Erlenbach im Simmental reed. Deze lijn maakt deel uit van de BLS AG spoorlijnen.
In 1893 bereikte de Thunerseebahn de stad Spiez en was er belangstelling om een normaalsporige spoorlijn naar Erlenbach te bouwen. Vier jaar later reed de eerste stoomtrein op 16 augustus 1897 van Spiez naar Erlenbach.

## Geschiedenis
Oorspronkelijk was voorzien in de aanleg van een normaalsporige verbinding van Luzern over de Brünig naar Interlaken en door het Simmental naar Bulle te bouwen. Buiten de bouw van de Brünigbahn in smalspoor steeg de interesse in de lijn.
De weinig rendabele lijn werd daarop verlengd van Erlenbach naar Zweisimmen, waarop de Spiez-Erlenbach-Zweisimmen-Bahn (SEZ) de lijn op 31 oktober 1902 opende.
Van Montreux bereikte de metersporige Montreux-Oberland Bernois-Bahn (MOB) op 6 juni 1905 Zweisimmen.
Met de opening van de Bern-Lötschberg-Simplon-Bahn van de Berner Alpenbahngesellschaft (BLS) in het jaar 1913 gingen de bedrijfsvoering van de SEB en de EZB over aan de BLS.
In 1920 werd op de Spiez-Erlenbach-Bahn en de Erlenbach-Zweisimmen-Bahn alsmede op het BLS traject Strecke Spiez-Interlaken-Bönigen elektrische tractie ingevoerd.
Op 1 januari 1942 fuseerden de SEB en de EZB met als naam Spiez-Erlenbach-Zweisimmen-Bahn (SEZ).
In 1997 fuseerden de Berner Alpenbahngesellschaft BLS met de Spiez-Erlenbach-Zweisimmen-Bahn (SEZ), de Gürbetal-Bern-Schwarzenburg-Bahn (GBS), de Bern-Neuenburg-Bahn (BN) en de Bern-Schwarzenburg-Bahn (BSB) en gingen verder onder de naam BLS Lötschbergbahn.

## Treindiensten
De treindienst van het personenvervoer wordt uitgevoerd door de BLS.

### GoldenPassLine
In Zweisimmen wordt een installatie gebouwd die het mogelijk maakt de GoldenPassLine rijtuigen van de Montreux-Berner Oberland-Bahn (MOB) tussen Montreux en Zweisimmen met een locomotief van de BLS te verlengen naar Interlaken Ost.
Hiervoor heeft Alstom een nieuw type draaistel ontwikkeld. Het is de bedoeling om voor deze uitbreiding van de treindienst 18 nieuwe rijtuigen te laten bouwen en 18 rijtuigen te laten ombouwen. Hierdoor hoeven de passagiers niet meer in Zweisimmen over te stappen. Naar verwachting zullen de GoldenPassLine rijtuigen vanaf 2016 tussen Montreux en Spiez of Interlaken Ost rijden.

## Elektrische tractie
De lijnen van de SEB en de EZB werden in 1920 geëlektrificeerd met een spanning van 15.000 volt 16 2/3 Hz wisselstroom.

## Afbeeldingen

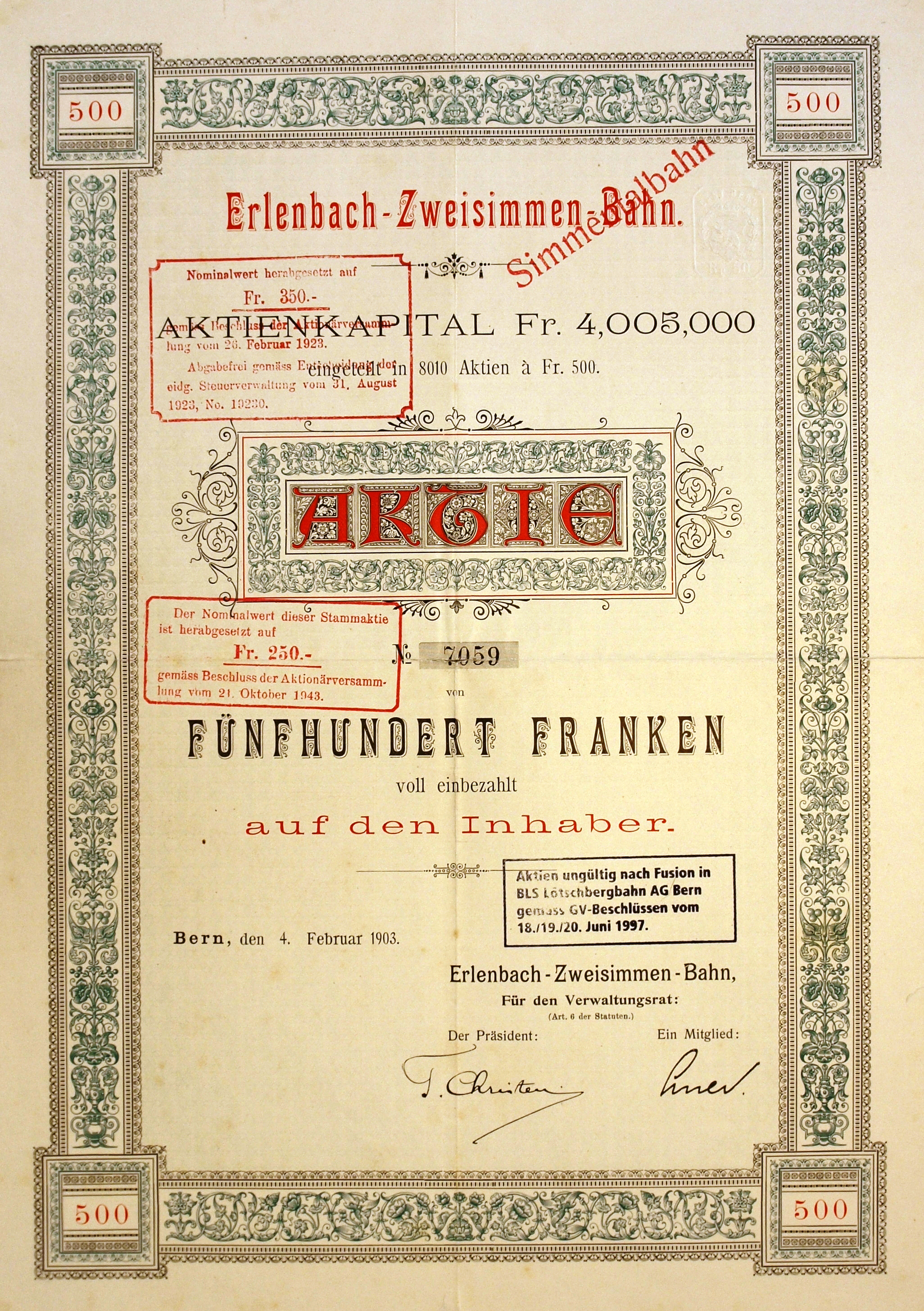
Aandeel Erlenbach-Zweisimmen-Bahn, 1903
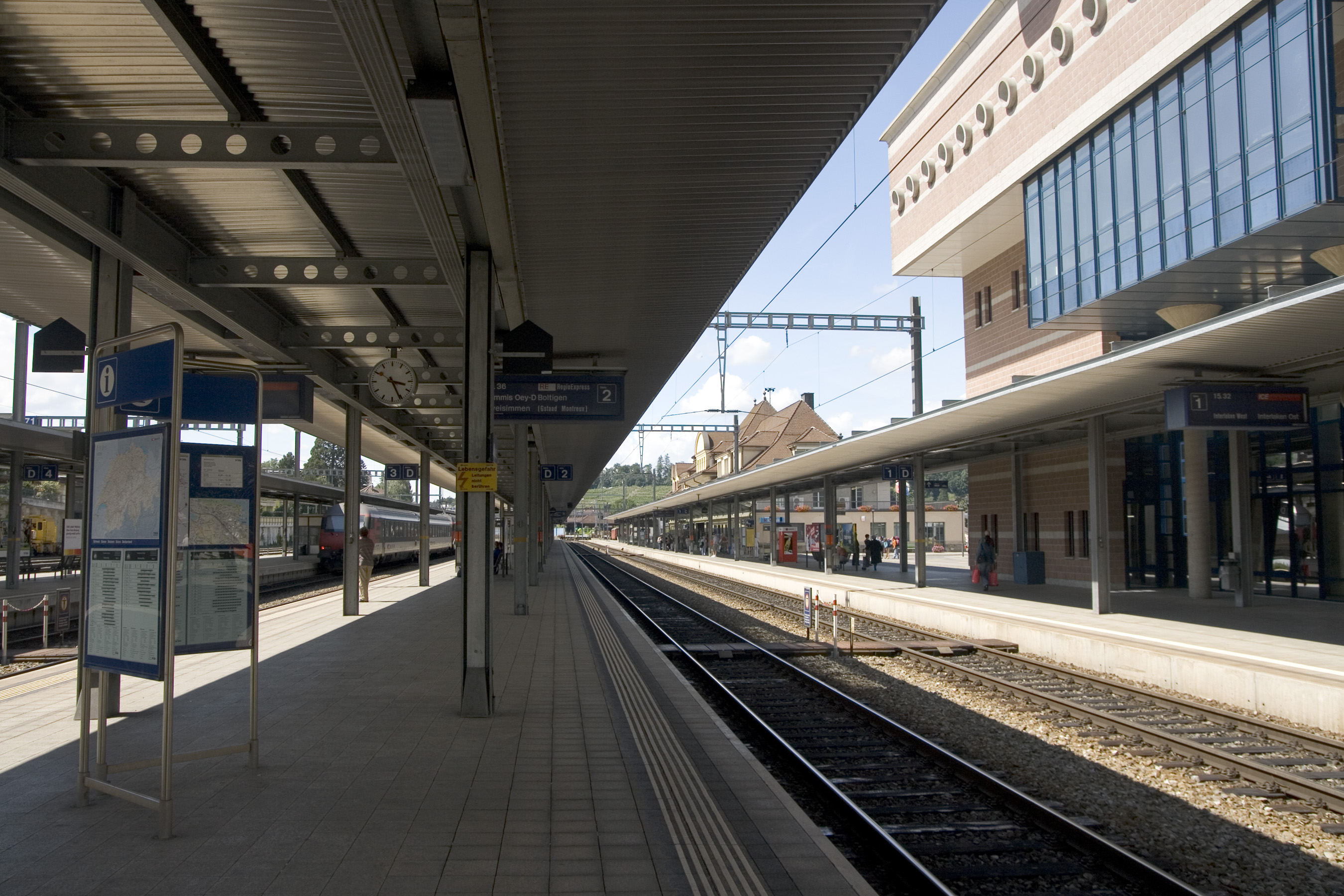
Station Spiez
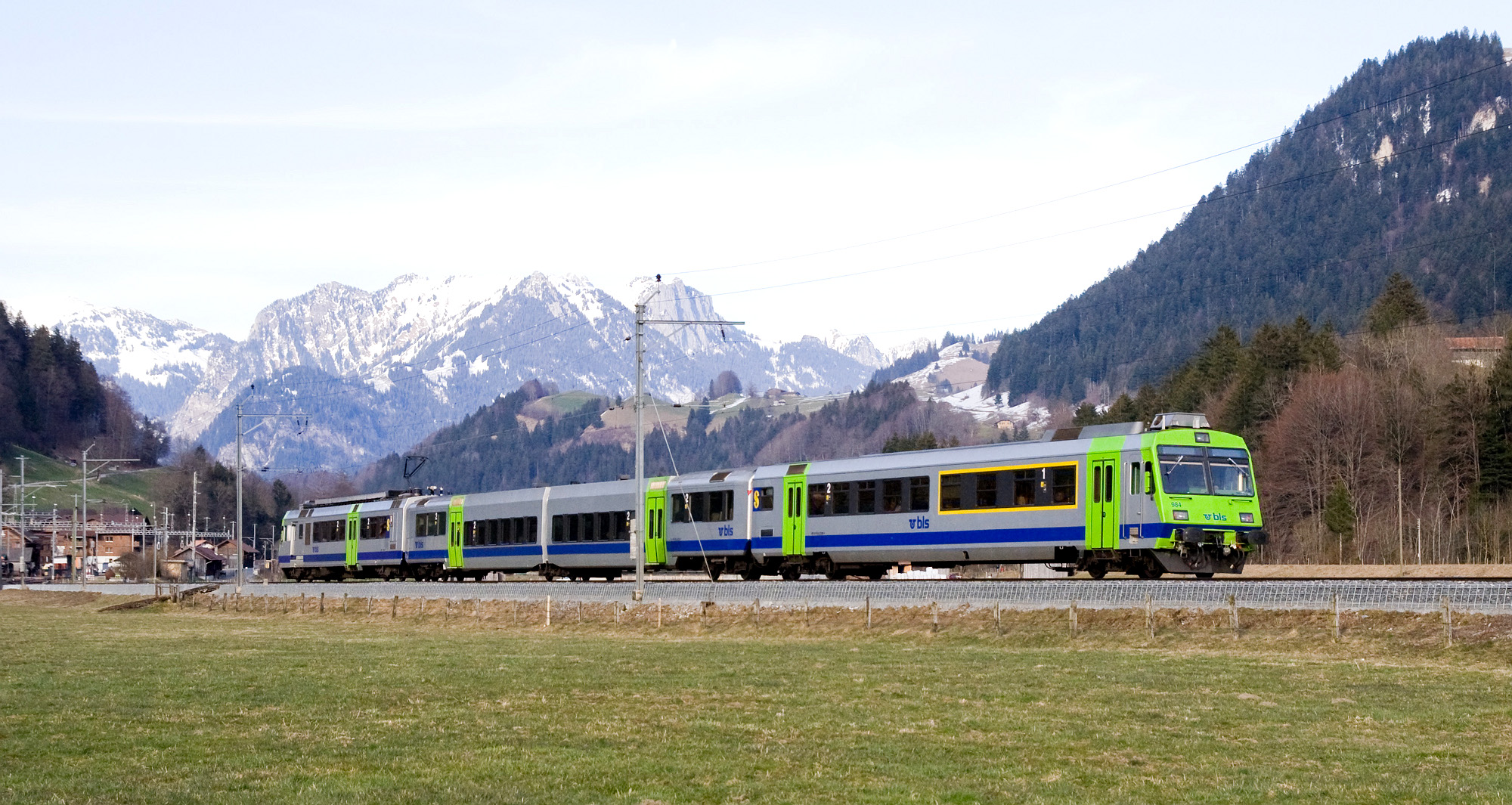
Trein tussen Boltigen en Weissenbach
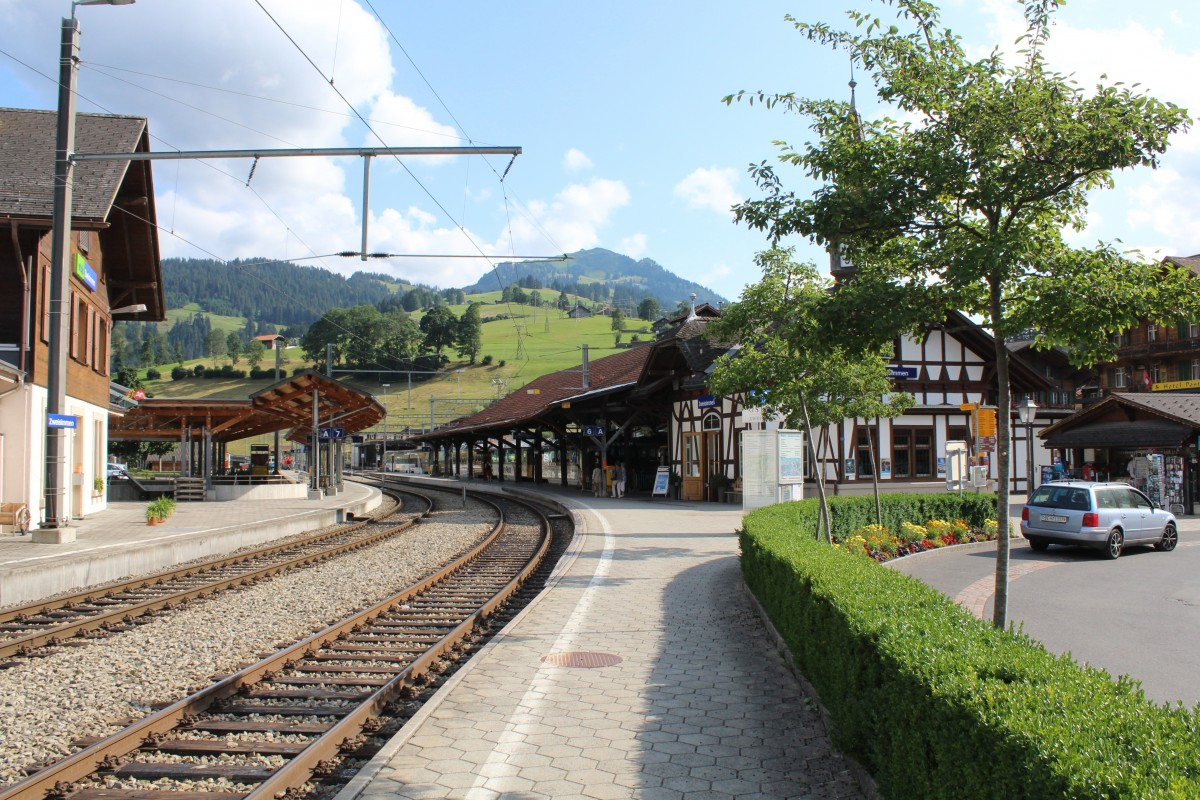
Station Zweisimmen
Station Zweisimmen met links trein van BLS en rechts trein van MOB